# Zeta (Fluss)
Die Zeta (kyrill. Зета) ist ein 86 km langer Fluss in Montenegro. Sie entspringt einer Karstquelle nahe Nikšić im Westen des Landes und fließt dann in südöstlicher Richtung in die Hauptstadt Podgorica, wo sie in die Morača mündet, deren größter Nebenfluss sie ist. 
An ihrem mäandrierenden Lauf durch die Zeta-Ebene (auch Bjelopavlićko-Ebene) liegt die Stadt Danilovgrad. Die Ebene ist fruchtbar und daher für die Landwirtschaft des zumeist sehr bergigen Landes bedeutend. Von jeher hatte sie eine große strategische Bedeutung; schon die Römer legten hier eine befestigte Straße und mehrere Siedlungen an. Kurz vor der Mündung der Zeta in die Morača befinden sich nahe dem Fluss die Ruinen der antiken Stadt Dioclea.
Auch heute verlaufen die Straße sowie die Bahnverbindung von Nikšić nach Podgorica durch das Tal der Zeta.
Das Fürstentum Zeta, welches als Keimzelle des späteren Staates Montenegro gilt, verdankt dem Fluss seinen Namen. Ebenso wurde eine Banschaft während der Zeit des Königreichs Jugoslawien nach dem Fluss bzw. dem früheren Fürstentum so benannt.